# Neurigona jacobsoni
Neurigona jacobsoni är en tvåvingeart som beskrevs av Jennifer L. Hollis 1964. Neurigona jacobsoni ingår i släktet Neurigona och familjen styltflugor. Inga underarter finns listade i Catalogue of Life.